# Moral
Moral (lat. moralis ≃ mores, karakter, narav od mos, običaj) ili ćudoređe u najširem je smislu oblik društvene svijesti, skup nepisanih pravila, narodnih običaja, navika i normi koji su prihvaćeni u životu neke zajednice. Moral određuje kako ljudsko djelovanje treba biti, a pripadnici zajednice prihvaćaju te principe kao dolične i podvrgavaju im se, na taj način regulirajući međuljudske odnose. Moralna pravila nisu apsolutno važeća, već se razlikuju i vremenski i prostorno. Utoliko je pojam morala blizak pojmu etosa. 
Za razliku od pozitivnih zakona, moralna pravila - kada su prekršena - ne donose političke ili ekonomske sankcije. Kao sankcije nemoralnog ponašanja javljaju se grižnja savjesti, prijekor ili bojkot okoline. 
Na moral utječu: svijest ljudi, odgoj u obitelji, religija, tradicija, životno iskustvo i politika. Pravni propisi imaju svoj izvor u moralnim zakonima. Moralni zakoni i pravni propisi jaki su obrambeni mehanizam društvene zajednice, pogotovo u slučaju opasnosti.
U filozofskom značenju, pojam morala (ili moralne filozofije) istoznačan je s praktičkom filozofskom disciplinom etikom. Glavne su teme moralne filozofije ili etike dobro, ispravno djelovanje, ćudoredan život.

## Vanjske poveznice
- Definicija morala
- Moral

1. ↑  mòrāl HJP. Pristupljeno 31. srpnja 2025.